# Конрад II (маркграф Лужицкий)
Конрад II Лужицкий, также известный как Конрад II фон Ландсберг (нем. Konrad II von Lausitz; 13 сентября 1159 — 6 мая 1210) — граф Эйленбург и маркграф Лужицкий с 1190 года, из династии Веттинов. С 1207 года также граф Гройча и Зоммершенбурга. Сын Деди III Лужицкого и его жены Матильды фон Хайнсберг, наследницы Зоммершенбурга.

## Биография
В маркграфстве Лужицы наследовал отцу (1190), в Гройче и Зоммершенбурге - брату Дитриху (1207).
В 1195 году император Генрих VI после смерти маркграфа Альбрехта I упразднил Мейсенскую марку. Это сделало Конрада самым влиятельным князем северо-восточной Германии и старшим в роду Веттинов.
В 1196—1198 годах Конрад вместе с императором участвовал в крестовом походе на Святую землю.
Конрад II умер 6 мая 1210 года. Поскольку у него не было наследников мужского пола, все его земельные владения перешли Дитриху I, ставшему маркграфом Мейсенским в 1198 году после восстановления Мейсенской марки.
На этом закончилась история Лужицкой марки как самостоятельного княжества. Её владельцами стали маркграфы Мейсены и Ландсберга. В XIV веке Лужицу разделили Чехия и Бранденбург.

## Семья и дети
Конрад был женат на Эльжбете Польской (ок. 1152 — 2 апреля 1209) — дочери князя Мешко III Старого и вдове умершего в 1180 Собеслава II Чешского.
У них было трое детей:
- Конрад (умер раньше отца).
- Матильда (ум. 1255), с 1205 муж маркграф Альбрехт II Бранденбургский (ум. 1220).
- Агнесса фон Ландсберг (ум.1266) — с 1211 жена Генриха V, пфальцграфа Рейнского (ум. 1277). Основательница аббатства Винхаузен.